# Кипкемои, Кеннет
Кеннет Кипроп Кипкемои — кенийский легкоатлет, бегун на длинные дистанции. Серебряный призёр Всеафриканских игр 2011 года в полумарафоне. На полумарафоне CPC Loop Den Haag 2012 года занял 3-е место с личным рекордом — 59.11 — это мировой рекорд среди юниоров. На Пражском полумарафоне 2012 года занял 6-е место с результатом 61.25.
Занял 3-е место на мемориале Ван-Дамма 2012 года в беге на 10 000 метров с личным рекордом — 26.52,65.
На чемпионате мира 2013 года в Москве занял 7-е место в беге на 10 000 метров.

## Сезон 2014 года
4 мая занял 2-е место на BIG 25 — 1:12.32. 19 октября занял 2-е место на Валенсийском полумарафоне с результатом 59.01.